# Oberea subviperina
Oberea subviperina là một loài bọ cánh cứng trong họ Cerambycidae.